# سيرجيو هيناو
سيرجيو هيناو (بالإسبانية: Sergio Luis Henao)‏ مواليد 10 ديسمبر 1987 في كولومبيا، هو دراج كولومبي في صنف سباق الدراجات على الطريق. شارك في دورة الألعاب الأولمبية الصيفية.

## سباقات أو مراحل فاز بها
| التاريخ        | السباق                                                   | المركز                                                                 |
| -------------- | -------------------------------------------------------- | ---------------------------------------------------------------------- |
| 22 أكتوبر 2006 | 2006 Clásico RCN                                         |                                                                        |
| 29 مارس 2009   | Grand Prix du Portugal 2009                              |                                                                        |
| 07 يونيو 2009  | 2009 Coupe des Nations Ville Saguenay                    |                                                                        |
| 14 يونيو 2009  | 2009 Tour de Beauce                                      |                                                                        |
| 21 أغسطس 2010  | طواف كولومبيا 2010                                       |                                                                        |
| 10 أكتوبر 2010 | 2010 Clásico RCN                                         |                                                                        |
| 01 يناير 2011  | طواف أمريكا للدراجات 2010-11                             |                                                                        |
| 14 أغسطس 2011  | طواف يوتا 2011                                           |                                                                        |
| 09 أكتوبر 2011 | 2011 Clásico RCN                                         |                                                                        |
| 01 يناير 2012  | طواف برغش 2012                                           |                                                                        |
| 07 فبراير 2012 | تروفيو كالفيا 2012                                       |                                                                        |
| 01 يناير 2013  | تروفيو سيرا دي ترامونتانا 2013                           |                                                                        |
| 24 يناير 2016  | داون أندر 2016                                           | الأول في تصنيف الجبال، الثالث في التصنيف العام                         |
| 21 فبراير 2016 | سباق الطريق للرجال في بطولة كولومبيا 2016                |                                                                        |
| 09 أبريل 2016  | طواف إقليم الباسك 2016                                   | الأول في تصنيف النقاط، العاشر في تصنيف الجبال، الثاني في التصنيف العام |
| 12 مارس 2017   | باريس-نيس 2017                                           | الأول في التصنيف العام، الرابع في تصنيف الجبال، السادس في تصنيف النقاط |
| 04 فبراير 2018 | سباق الطريق للرجال في بطولة كولومبيا لسباق الدراجات 2018 |                                                                        |
| 06 أبريل 2025  | 2025 Jamaica International Cycling Classic               |                                                                        |

## روابط خارجية
- سيرجيو هيناو على موقع الاتحاد الدولي للدراجات (الإنجليزية)
- سيرجيو هيناو على موقع أرشيف الدراجات (الإنجليزية)
- سيرجيو هيناو على موقع إحصائيات الدراجات الإحترافية (الإنجليزية)
- سيرجيو هيناو على موقع نسبة الدراجات (الإنجليزية)
- سيرجيو هيناو على موقع CycleBase (الإنجليزية)
- سيرجيو هيناو على موقع أوليمبيديا (الإنجليزية)